# Hyloxalus
Hyloxalus es un género de anfibios anuros neotropicales de la familia Dendrobatidae. Las especies del género se distribuyen por Panamá y la mayor parte del norte y oeste de Sudamérica. Hyloxalus era antes considerado un sinónimo de Colostethus. En el pasado se consideraba que conformaba ,  su propia subfamilia Hyloxalinae, pero ahora se considera que esta incluye también los géneros Ectopoglossus y Paruwrobates.

## Especies
Tiene descritas 64 especies:
- Hyloxalus abditaurantius (Silverstone, 1975)
- Hyloxalus aeruginosus (Duellman, 2004)
- Hyloxalus alessandroi (Grant & Rodriguez, 2001)
- Hyloxalus anthracinus (Edwards, 1971)
- Hyloxalus arliensis Acosta-Galvis, Vargas-Ramírez, Anganoy-Criollo, Ibarra & Gonzáles, 2020
- Hyloxalus awa (Coloma, 1995)
- Hyloxalus azureiventris (Kneller & Henle, 1985)
- Hyloxalus betancuri (Rivero & Serna, 1991)
- Hyloxalus bocagei Jiménez de la Espada, 1870
- Hyloxalus borjai (Rivero & Serna, 2000)
- Hyloxalus breviquartus (Rivero & Serna, 1986)
- Hyloxalus cepedai (Morales, 2002)
- Hyloxalus cevallosi (Rivero, 1991)
- Hyloxalus chlorocraspedus (Caldwell, 2005)
- Hyloxalus chocoensis Boulenger, 1912
- Hyloxalus craspedoceps (Duellman, 2004)
- Hyloxalus delatorreae (Coloma, 1995)
- Hyloxalus edwardsi (Lynch, 1982)
- Hyloxalus elachyhistus (Edwards, 1971)
- Hyloxalus eleutherodactylus (Duellman, 2004)
- Hyloxalus exasperatus (Duellman & Lynch, 1988)
- Hyloxalus excisus (Rivero & Serna, 2000)
- Hyloxalus faciopunctulatus (Rivero, 1991)
- Hyloxalus fallax (Rivero, 1991)
- Hyloxalus fascianigrus (Grant & Castro-Herrera, 1998)
- Hyloxalus felixcoperari Acosta-Galvis & Vargas Ramírez, 2018
- Hyloxalus fuliginosus Jiménez de la Espada, 1870
- Hyloxalus idiomelus (Rivero, 1991)
- Hyloxalus infraguttatus (Boulenger, 1898)
- Hyloxalus insulatus (Duellman, 2004)
- Hyloxalus italoi Páez-Vacas, Coloma & Santos, 2010
- Hyloxalus lehmanni (Silverstone, 1971)
- Hyloxalus leucophaeus (Duellman, 2004)
- Hyloxalus littoralis (Péfaur, 1984)
- Hyloxalus maculosus (Rivero, 1991)
- Hyloxalus maquipucuna (Coloma, 1995)
- Hyloxalus marmoreoventris (Rivero, 1991)
- Hyloxalus mittermeieri (Rivero, 1991)
- Hyloxalus mystax (Duellman & Simmons, 1988)
- Hyloxalus nexipus (Frost, 1986)
- Hyloxalus parcus (Rivero, 1991)
- Hyloxalus patitae (Lötters, Morales & Proy, 2003)
- Hyloxalus peculiaris (Rivero, 1991)
- Hyloxalus peruvianus (Melin, 1941)
- Hyloxalus picachos (Ardila-Robayo, Acosta-Galvis & Coloma, 2000)
- Hyloxalus pinguis (Rivero & Granados-Díaz, 1990)
- Hyloxalus pulchellus (Jiménez de la Espada, 1875)
- Hyloxalus pulcherrimus (Duellman, 2004)
- Hyloxalus pumilus (Rivero, 1991)
- Hyloxalus ramosi (Silverstone, 1971)
- Hyloxalus ruizi (Lynch, 1982)
- Hyloxalus saltuarius (Grant & Ardila-Robayo, 2002)
- Hyloxalus sanctamariensis Acosta-Galvis & Pinzón, 2018
- Hyloxalus sauli (Edwards, 1974)
- Hyloxalus shuar (Duellman & Simmons, 1988)
- Hyloxalus sordidatus (Duellman, 2004)
- Hyloxalus spilotogaster (Duellman, 2004)
- Hyloxalus subpunctatus (Cope, 1899)
- Hyloxalus sylvaticus (Barbour & Noble, 1920)
- Hyloxalus toachi (Coloma, 1995)
- Hyloxalus utcubambensis (Morales, 1994)
- Hyloxalus vergeli Hellmich, 1940
- Hyloxalus vertebralis (Boulenger, 1899)
- Hyloxalus yasuni Páez-Vacas, Coloma & Santos, 2010